# Faldone
Il faldone è una cartella raccoglitrice utilizzata per l'archivio e la custodia di fogli e documenti cartacei.

## Storia
Il faldone moderno è stato inventato nel 1886 da Friedrich Soennecken, lo stesso che ideò la bucatrice. Il modello venne perfezionato dalla ditta tedesca Esselte Leitz GmbH & Co KG.

## Caratteristiche
Dato che gli atti oggetto di archiviazione possono raggiungere un certo peso, il faldone spesso è dotato di un foro che consente l'estrazione dal mobile ove essi siano riposti con l'aiuto di un dito. Sempre per lo stesso motivo, in alcuni faldoni è presente un meccanismo a scatto che scorre sugli anelli e blocca i fogli raccolti facendo in modo che il peso stesso dei fogli non gravi sui fori rompendoli.